# Глейпнир
Глейпнир (на нордически: „преплетен, изкусно оплетен“) - в скандинавската митология - вълшебна верига, с която е вързан вълка Фенрир, изработена от цвергите (джуджетата).
След като боговете аси на два пъти не успяват да вържат чудовищния вълк Фенрир с изработените от тях вериги Лединг и Дроми, те се обръщат за помощ към цвергите, живеещи в Сварталсхейм, известни като най-изкусните майстори. След дълго умуване, джуджетата решават да изработят новата верига от шест съставки - от корените на планините, брадите на жените, шума от котешките стъпки, слюнките на птиците, гласовете (дъха) на рибите и сухожилията на мечките. Работата отнема няколко месеца и новата верига е наречена Глейпнир. След нейната направа планините нямат корени, жените - бради, мечките - сухожилия, птиците - слюнка, рибите - глас (дъх), а стъпките на котките стават безшумни. Веригата е подобна на копринено въже.
Въпреки че е много по-тънка от предишните две, тя успява да задържи вълка Фенрир, но при неговото връзване бог Тир губи дясната си ръка. Краят на веригата, наречен Гелгя, боговете прекарват през огромната каменна плоча Хьол, която заравят на миля в земята, а самият край Гелгя връзват за канарата Твити, която заравят още по-дълбоко.
Според мита, веригата Глейпнир ще се скъса когато дойде Рагнарьок и тогава Фенрир ще се освободи.